# Good News (1947)
Good News ist ein US-amerikanisches Farbfilmmusical von Charles Walters aus dem Jahr 1947 mit June Allyson und Peter Lawford in den Hauptrollen. Der Film basiert auf dem gleichnamigen Bühnenmusical (1927) mit Musik von Ray Henderson. Bei dieser Hollywood-Farbfilmversion handelt es sich bereits um die zweite Verfilmung, die erste entstand 1930.

## Handlung
Die Geschichte spielt im Jahr 1927 im fiktiven Tait College, wo sich das Leben im Besonderen um den American Football dreht. Der gutaussehende Football-Star Tommy Marlowe wird von allen Collegemädchen umschwärmt. Die anderen Jungs und Teamkollegen beneiden Marlowe um seinen Schlag bei Frauen, doch er macht ihnen seinen ganz simplen Trick klar: Der Kniff ist, gegenüber den anhimmelnden Mädchen so zu tun, als würden sie einen gar nicht interessieren. Als eines Tages eine neue Studentin eintrifft, wird Marlowe erstmals wirklich herausgefordert: Denn die schöne Pat McClellan zeigt sich so gar nicht von ihm begeistert und weist ihn mehrfach ab, was Tommys Kommilitonen mit Schadenfreude betrachten.
Tommy wurmt Pats Desinteresse, und da sie sich sehr für die französische Sprache interessiert, will Tommy ebenfalls Französisch lernen. Dafür erscheint die eher brave und von Tommy bislang nicht beachtete Studentin Connie Lane hervorragend geeignet, denn sie beherrscht Französisch sehr gut und kann mit Nachhilfestunden weiterhelfen. Da Connie aus einfachen Verhältnissen kommt, muss sie für die Finanzierung ihres Studiums nebenher in der Bibliothek arbeiten. Daher kann sie nicht wie andere das Studentenleben in vollen Zügen genießen und an allen Partys teilnehmen. Tommy ist im Laufe der Nachhilfestunden von Connies Charme mehr und mehr bezaubert, und er beginnt sich allmählich für das eher brave Mädchen zu interessieren. Sie geht auf seine Flirts aber erst zögerlich ein.
In erster Linie möchte Tommy weiterhin Pat für sich erobern. Doch die berechnende Pat hat sich längst Peter Van Dyne ausgeguckt, den Studenten auf dem Campus mit der reichsten Familie, auch wenn dieser ein ziemlich langweiliger Typ ist. Als Tommy sie mit seinen neuen Französischkenntnissen begeistern möchte und Pat fragt, ob sie mit ihm zum nächsten Ball gehen wolle, zeigt sie ihm abermals die kalte Schulter. Tommys Selbstvertrauen ist dermaßen am Boden, dass die anderen Studenten befürchten, Tommys Leistungen im Football könnten davon auch in Mitleidenschaft gezogen werden. Damit Pat sich für ihn interessiert und dadurch Tommys Selbstvertrauen wieder steigt, flunkert die Studentin Babe Doolittle gegenüber Pat, dass Tommy aus einer Familie mit 30 Millionen Dollar Vermögen komme. 
Unterdessen fragt Tommy Connie, ob sie mit ihm zu dem morgigen Ball gehen wolle. Er könne verstehen, wenn sie ablehne, da sie ja nur seine zweite Wahl sei. Nach kurzer Bedenkzeit sagt Connie zu, auch wenn sie sich unsicher ist, ob Tommy wirklich an ihr interessiert ist. Da Pat nunmehr glaubt, dass Tommy finanziell eine gute Partie abgibt, flirtet sie auf einmal mit ihm. Ohne an Connie zu denken, sagt er Pat zu, mit ihr zum Ball zu gehen. Als ihm Connie einfällt, versucht er ihr die Nachricht noch persönlich zu überbringen, aber sie erfährt es bereits zuvor. Schwer enttäuscht bleibt sie allein zurück, während die anderen zum Ball gehen.
Eine Nebenhandlung beschäftigt sich mit Babe Doolittles Versuchen, sich von ihrem Freund, dem etwas tumben Footballspieler Beef, zu trennen. Sie möchte mit Bobby Turner, einem guten Freund von Tommy, zusammenkommen. Bobby ist Babe zwar zugeneigt, fürchtet aber auch Ärger mit dem starken Beef, der zwar nicht bösartig, aber doch mitunter sehr jähzornig ist. Daher traut er sich nicht, seine Liebe für Babe offen zu bekunden.
Mehrere Monate später: Tommy und Pat deuten an, sich verloben zu wollen, falls Tait das wichtigste Spiel der Saison am kommenden Wochenende gewinnen wird. Doch Tommys akademische Leistungen schwächeln seit seiner Beziehung mit Pat, und der Dekan möchte seine Teilnahme am Spiel nur erlauben, wenn Tommy seine Nachprüfung in Französisch besteht. Ausgerechnet Connie soll Tommy im Nachhilfeunterricht unter die Arme greifen. Des Colleges und der Football-Mannschaft wegen sagt sie widerwillig zu. Connie gibt sich zunächst eisig, doch schnell wird klar, dass es zwischen ihr und Tommy noch immer Gefühle gibt und er mit Pat nicht glücklich ist. In der Französischprüfung schreibt der gut vorbereitete Tommy bewusst falsche Antworten auf Englisch auf, um Connie, die den Test mitkorrigiert, seine Liebe anzudeuten – und um nicht am Spiel teilzunehmen, um sich danach nicht mit Pat verloben zu müssen. Der Französischprofessor und Connie entscheiden sich, Tommy trotz seiner falschen Antworten bestehen zu lassen, denn der sportliche Erfolg des Colleges soll nicht von Tommy und Connies Liebeswirren abhängig sein.
Am nächsten Tag läuft das Spiel nicht gut für Tait College, denn Tommy spielt ohne jegliche Motivation und wird gar vom Coach aus dem Spiel genommen. In der Halbzeitpause erklärt er dem verletzten Beef, er wolle am liebsten verlieren, damit er die Verlobung abblasen könne. Beef eilt mit dieser Information zu Connie, die sich spontan eine Schmierenkomödie ausdenkt, die sie scheinbar zufällig Pat mithören lässt: Tommys Vater habe soeben sein ganzes Vermögen verloren und die Familie müsse nun von unten wieder anfangen. Pat, die noch immer geglaubt hatte, ihr Freund sei aus einem Millionärshaushalt, verliert auf der Stelle ihr Interesse an ihm und widmet sich stattdessen sofort Beef, nachdem sie hört, dass dessen Familie reich sei. Noch während des Spiels erhält Tommy einen Zettel von Pat, dass sie sich von ihm trennen möchte. Auf einmal ist er wieder motiviert, lässt sich ins Spiel einwechseln und entscheidet den Sieg für Tait mit. Auf dem abendlichen Ball finden Babe und Bobby zueinander, da Beef jetzt mit Pat zusammen ist. Auch Connie und Tommy werden endlich ein Paar, nachdem Tommy sich überwindet. Am Ende stürzen sich alle Beteiligten in eine schwungvolle Musiknummer und performen den „Varsity Drag“.

## Produktionsnotizen
Das Musical Good News mit Musik von Ray Henderson, Songtexten von Buddy DeSylva und Lew Brown sowie einem Libretto von Laurence Schwab und DeSylva war bei seiner Premiere 1927 ein Erfolg am Broadway. Es hatte mit 551 Aufführungen die längste Laufzeit eines Broadway-Musicals in den 1920er Jahren. MGM hatte das Musical bereits 1930 als frühen Tonfilm unter Regie von Nick Grinde verfilmt.
Good News entstand zwischen Ende März bis Anfang Mai 1947 und wurde am 4. Dezember 1947 in New York City uraufgeführt. Massenstart war der zweiten Weihnachtstag desselben Jahres. In Deutschland wurde der Film nicht gezeigt. Für Regisseur Charles Waters, der bis in die 1960er-Jahre noch viele Musicalfilme inszenieren sollte, war es sein Debüt als Regisseur.
Roger Edens war Produktionsleiter. Cedric Gibbons und Edward C. Carfagno zeichneten für die Filmbauten verantwortlich, Edwin B. Willis für die Ausstattung zuständig. Helen Rose entwarf die Kostüme für die Damen, Arlington Valles die der Herren. Douglas Shearer kümmerte sich um die Tonaufnahmen.
Der Film kostete circa 1,715 Millionen US-Dollar und spielte rund 2,956 Millionen US-Dollar ein.

## Musiktitel
Neben den Songs aus dem Musical Good News wurden die Lieder The French Lesson und Pass That Peace Pipe extra für den Film komponiert. Folgende Lieder werden gespielt:
- Good News
  - Musik von Ray Henderson
  - Text von Lew Brown und Buddy DeSylva
  - Gesang von Joan McCracken und Chor

- Tait Song
  - Musik von Ray Henderson
  - Text von Lew Brown und Buddy G. DeSylva
  - Gesang von Joan McCracken und Chor

- Be a Ladies’ Man
  - Musik von Ray Henderson
  - Text von Lew Brown und Buddy G. DeSylva
  - Gesang von Peter Lawford, Ray McDonald, Mel Tormé und Lon Tindal

- Lucky in Love
  - Musik von Ray Henderson
  - Text von Lew Brown und Buddy G. DeSylva
  - Gesang von Patricia Marshall, Joan McCracken, Mel Tormé, June Allyson und Peter Lawford

- The French Lesson
  - Text von Roger Edens, Betty Comden und Adolph Green
  - Gesang von June Allyson und Peter Lawford

- The Best Things in Life Are Free
  - Musik von Ray Henderson
  - Text von Lew Brown und Buddy G. DeSylva
  - Gesang von June Allyson und Mel Tormé

- Pass That Peace Pipe
  - Text von Roger Edens, Hugh Martin und Ralph Blane
  - Gesang von Joan McCracken, Ray McDonald und Chor

- Just Imagine
  - Musik von Ray Henderson
  - Text von Lew Brown und Buddy G. DeSylva
  - Gesang von June Allyson

- Varsity Drag
  - Musik von Ray Henderson
  - Text von Lew Brown und Buddy G. DeSylva
  - Gesang von June Allyson, Peter Lawford und Chor

Ein weiteres Lied, An Easier Way, gesungen von June Allyson und Patricia Marshall, wurde 1947 aus der Kinofassung herausgeschnitten, hat aber überlebt und wurde als Bonusmaterial in der DVD-Version herausgebracht.

## Auszeichnungen
Die Komponisten und Texter Hugh Martin, Ralph Blane und Roger Edens erhielten für ihr Filmlied Pass That Peace Pipe 1948 eine Oscar-Nominierung in der Kategorie Bester Song.

## Kritiken
Bosley Crowther schrieb in der New York Times: „[E]s gibt Pracht für jedes Zeitalter der Optik, Komfort für jede Temperatur. Glitter und Turteltauben und Touch-Downs […] Nicht, dass Good News ein Musical ist, das alle Preise allein abkassieren oder das sich in seinem eigenen Genre besonders auszeichnen würde, abgesehen von ein paar nostalgischen Liederfolgen des Broadway-Vorgängers von vor einigen Jahren. Es ist nur ein weiteres College-Musical […].“
Der Movie & Video Guide befand, Good News sei eine „geistreiche Neuverfilmung“.
Auch Halliwell’s Film Guide konstatierte, dass es sich bei dem Film um ein „strahlendes, humorvolles Remake“ handele.
Für Pauline Kael war es „eines der besten der leichtherzigen, überschwänglichen College-Musicals“. Robert K. Elder beschrieb Good News in der Chicago Tribune im Jahr 2008 als „kleines, aber unwiderstehliches MGM-Musical“, das auf das Collegeleben der 1920er durch den Blickwinkel der Jive-Kultur der 1940er blicke.